# Ельф-Д
Ельф-Д — радянський експериментальний розвідувальний безпілотний літальний апарат. Розроблено в ОСКБЕС МАІ. Перший політ здійснив 1979 року. Було побудовано два екземпляри апарату.

## ЛТХ
- Розмах крила, м: 5,86
- Довжина літака, м: 5,40
- Площа крила, м²: 6,16
- Маса, кг: 360
- Тип двигуна: 1 ПД Нельсон
- Потужність, к.с.: 1 х 68
- Максимальна швидкість, км/год: 195
- Мінімальна швидкість, км/год: 80
- Дальність польоту, км: 120